# Kovasikajuttu
Kovasikajuttu (internationaler Titel: The Punk Syndrome) ist ein finnischer Dokumentarfilm von Jukka Kärkkäinen und Jani-Petteri Passi aus dem Jahr 2012 über die finnische Punkband Pertti Kurikan Nimipäivät. Der Film gewann beim Tampere Film Festival 2012 den Zuschauerpreis sowie einen Jussi als Bester Dokumentarfilm 2013. Der Kinostart in Finnland war am 4. Mai 2012.

## Inhalt
Der Film folgt den vier finnischen Musikern, von denen zwei das Down-Syndrom haben und einer Autist ist. Der Sänger der Band wurde mit dem Williams-Beuren-Syndrom (WBS) geboren. Die Musiker nutzen die Punkmusik als ein Ventil für ihren Frust im Alltag, etwa wenn sie aufgrund ihrer Behinderung keinen Kaffee bekommen. Während der Filmarbeiten gewann die Band an Bekanntheit und trat auch im Ausland auf, unter anderem auch in Hamburg auf der Reeperbahn. Außerdem begleitet der Film die Band bei der Produktion ihrer ersten DVD.

## Kritik
Die Kritiken zum Film sind überwiegend wohlwollend. Bei Rotten Tomatoes sind 94 % der Kritiken positiv bei insgesamt 16 Kritiken; die durchschnittliche Bewertung beträgt 6,6/10. Das Branchenblatt Variety meinte, der „lustige, ausgefallene und sehr menschliche“ Film bewege sich auf „dünnem Eis“ und öffne „ein Fenster zu einer alternativen Kultur“, zur „menschlichen Natur“ und zu der „sehr schmalen Linie zwischen den sogenannten normalen Menschen und denen vom Rand der Gesellschaft“. („this thin-ice-treading docu opens a window onto alternative culture, human nature and the very narrow line between so-called normal people and those on the fringe.“) The Guardian urteilte, der „liebenswerte“ Film sei ein „stilles“ aber „eloquentes Beispiel“ dafür, wie „Punk der Band als Ventil für ihre täglichen Hürden im Leben dient“. („The film makes a tacit but eloquent case for punk being a great, liberating musical medium, allowing the band to rage satirically against the obstacles a disabled person faces.“)

## Auszeichnungen

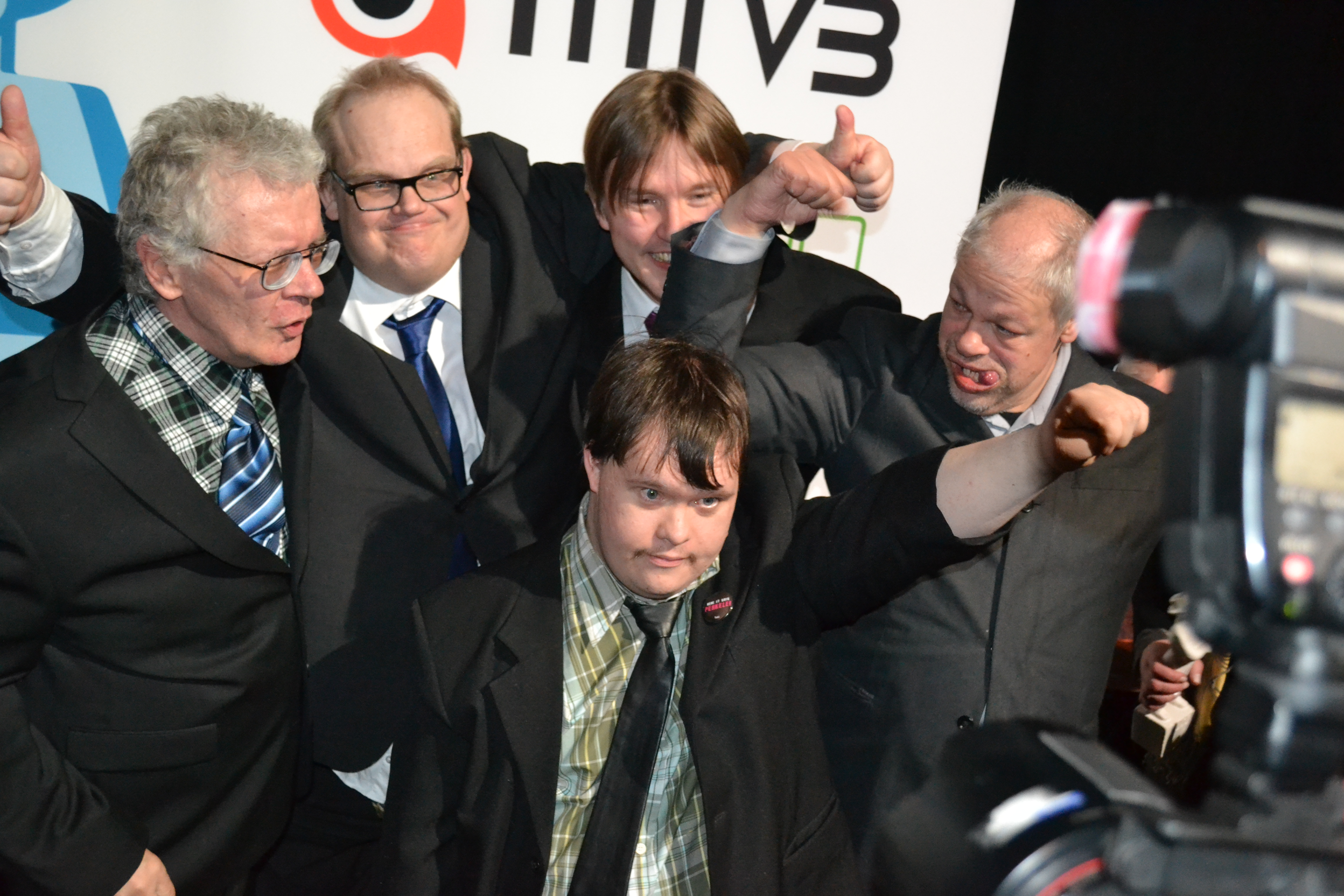
Die Bandmitglieder nach dem Gewinn des Jussi für den besten Dokumentarfilm 2013

In Finnland gewann der Film 2012 den Publikumspreis beim Tampere Film Festival sowie einen Jussi Award als Bester Dokumentarfilm 2013. Darüber hinaus wurde Kovasikajuttu in der Schweiz 2012 als „innovativster Film“ beim Festival Visions du Réel ausgezeichnet. 2013 gewann der Film außerdem einen Zuschauerpreis beim SXSW festival in Austin, Texas. Im März 2013 erhielt der Film einen Spezialpreis bei den 10th Docudays in der Ukraine für „leidenschaftlichen Optimismus und Hochhalten der menschlichen Ideale im Leben“.